# Antonio Conserva
Antonio Conserva (Taranto, 12 gennaio 1963) è un generale italiano, dal 10 maggio 2025 Capo di stato maggiore dell'Aeronautica Militare.

## Storia
Nasce a Taranto il 12 gennaio 1963, in seguito arruolandosi nel 1982 seguendo il corso Borea 4º e conseguendo il brevetto di pilota militare nel 1987.
Dal 1988 al 1994 presta servizio presso il 21º Gruppo caccia del 53º Stormo conseguendo la combat readiness sul velivolo Aeritalia F-104S Starfighter, comandando la 351ª squadriglia e ricoprendo l'incarico di capo sezione operazioni, partecipando all'operazione Deny Flight. Dal 1994 al 1997 presta servizio negli Stati Uniti d'America in qualità di istruttore sul velivolo Northrop T-38 Talon.
Nel 1997 rientrato in Italia viene inviato presso il 61º Stormo ove comanda il 213º gruppo volo e svolgendo l'incarico di capo ufficio operazioni sino al 2000, anno nel quale svolge il corso di Stato Maggiore Interforze venendo in seguito nel 2001 assegnato allo Stato Maggiore dell'Aeronautica coma capo ufficio verifica e analisi risultati dell'ufficio generale di controllo e come vice capo ufficio pianificazione generale del 3º reparto. Dal 2006 al 2008 è comandante del 36º Stormo in seguito rientrando allo SMA nel 3º reparto assumendo l'incarico di capo del 1º ufficio trasformazione e pianificazione generale sino al 2010 quando diviene capo del 5º reparto,
Dal 2012 è capo ufficio generale per il controllo interno e dal 2013 capo del 6º reparto "affari economici e finanziari". Nel 2016 viene inviato allo Stato Maggiore della Difesa ricoprendo l'incarico di vice capo ufficio generale pianificazione, programmazione e bilancio, mentre nel 2017 assume l'incarico di comandante del Comando Operazioni Aeree, rientrando allo SMD nel 2019 come capo ufficio generale pianificazione, programmazione e bilancio.
Dal 22 giugno 2021 al 18 ottobre 2023 è capo di gabinetto dei ministri della difesa Lorenzo Guerini prima e Guido Crosetto dopo. Il 19 ottobre 2023 assume il comando del Comando Logistico dell'Aeronautica Militare rimanendo in carica sino al 10 maggio 2025 quando viene nominato dal Consiglio dei ministri, su proposta del Ministro della Difesa Guido Crosetto, Capo di Stato Maggiore dell'Aeronautica Militare, subentrando a Luca Goretti il 15 maggio 2025.